# Agnès Bénassy-Quéré
Agnès Bénassy-Quéré (París, 15 de març de 1966) és una economista francesa i professora d'Economia a l'Escola d'Economia de París.
Diplomada en economia per la Universitat París-Dauphine, va treballar per primera vegada al Ministeri d'Hisenda i Indústria francès, com a economista a l'Oficina de Política Econòmica abans d'ensenyar a la universitat. Professora a la Universitat París I, o Universitat de París I Panteó-Sorbona, Agnès Benassy-Quéré, també és professora de l'Ecole Polytechnique, membre de la Comissió Econòmica de la Nació, del Cercle d'Economistes, del Consell de les Bombes del Bosc i directora de la CEPII des del 2006 fins al 2012. També és integrant de l'autoritat macroprudencial francesa, la junta del Banc de França, l'Institute for the Study of Labour (IZA) i el CESIfo. Des d'aleshores. 2012, és presidenta delegada del Consell d'Anàlisi Econòmica.
La seva recerca se centra sobretot en el sistema monetari internacional, els tipus de canvi, la política econòmica i la integració europea. Amb Benoît Cœuré, Pierre Jacquet i Jean Pisani-Ferry, és autora de la segona edició de Politique économique, publicada el 2009. Les seves investigacions van ser guardonades amb el Premi al Millor Jove Economista francès pel Cercle des économistes i Le Monde el 2000 (juntament amb Bruno Amable).